# Верхньоключова вулиця
Верхньоключова́ ву́лиця — вулиця в Солом'янському районі міста Києва, місцевість Караваєві дачі. Пролягає від Індустріального провулку до Польової вулиці.

## Історія
Вулиця виникла у 20-х роках XX століття. На картах того часу показана як Багатирська. Згодом існувала у вигляді двох окремих вулиць — Ла́дозької та Ключово́ї (Новоключово́ї). Ці вулиці були об'єднані в єдину під сучасною назвою 1958 року. У 1980-х роках стару забудову було ліквідовано, вулицю зроблено непроїзною в середній частині (сходи).
Назва походить від наявності в цій місцині джерел та невеликих річок — приток Либеді.

## Установи
- Центр фізичного виховання та спорту НТУУ «КПІ» (буд. № 1/26)